# Raparna didyma
Raparna didyma là một loài bướm đêm trong họ Noctuidae.